# Anisija Neborako
Anisija Alekseevna Neborako (in russo Анисия Алексеевна Неборако?; 10 gennaio 1997) è una nuotatrice artistica russa.

## Palmarès
- Giochi europei

Baku 2015: oro nel solo, nel libero combinato e nella gara a squadre.